# Ochyroceratidae
|  | Dieser Artikel wurde aufgrund von formalen oder inhaltlichen Mängeln in der Qualitätssicherung Biologie zur Verbesserung eingetragen. Dies geschieht, um die Qualität der Biologie-Artikel auf ein akzeptables Niveau zu bringen. Bitte hilf mit, diesen Artikel zu verbessern! Artikel, die nicht signifikant verbessert werden, können gegebenenfalls gelöscht werden. Lies dazu auch die näheren Informationen in den Mindestanforderungen an Biologie-Artikel. |

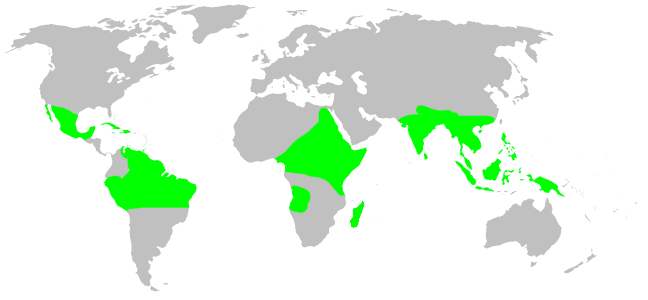
Verbreitung der Ochyroceratidae

Die Ochyroceratidae (von gr. ὀχυρός (ochyrós) „haltbar, fest“ und κέρας (kéras) „Horn“) sind eine Familie der Echten Webspinnen umfassen 15 Gattungen und 188 Arten. (Stand: Juni 2016) 
Die Familie gehört zur Überfamilie der Leptonetoidea. Sie sind in den Tropen (Südafrika, Karibik, Asien, Indo-Pazifik) verbreitet, wo sie die Streuschicht der Wälder bewohnen. In Mitteleuropa sind keine Arten der Familie heimisch. Sie weben kleine Lakennetze um Blätter, Stöcker und Zweige. Die Weibchen tragen typischerweise ihre Eisäcke mit den Cheliceren mit sich herum, bis die Jungspinnen schlüpfen.
Wenigstens eine Art in der Gattung Theotima, die nur 0,9 mm große Theotima minutissima, erwies sich als parthenogenetisch. Bei der Parthenogenese sind die Weibchen in der Lage sich eingeschlechtlich, sprich ohne Befruchtung durch ein Männchen, fortzupflanzen.

## Systematik
Der World Spider Catalog listet für die Ochyroceratidae aktuell 15 Gattungen und 188 Arten. (Stand: Juni 2016)
- Althepus Thorell, 1898
- Dundocera Machado, 1951
- Euso Saaristo, 2001
  - Euso muehlenbergi (Saaristo, 1998)
- Fageicera Dumitrescu & Georgescu, 1992
- Flexicrurum Tong & Li, 2007
- Leclercera Deeleman-Reinhold, 1995
- Lundacera Machado, 1951
  - Lundacera tchikapensis Machado, 1951
- Merizocera Fage, 1912
- Ochyrocera Simon, 1891
- Ouette Saaristo, 1998
- Psiloderces Simon, 1892
- Psiloochyrocera Baert, 2014
- Roche Saaristo, 1998
  - Roche roche Saaristo, 1998
- Speocera Berland, 1914
- Theotima Simon, 1893